# Simon Fourcade
Simon Fourcade (Perpignano, 25 aprile 1984) è un ex biatleta francese.
È il fratello maggiore di Martin, a sua volta biatleta di alto livello.

## Biografia

### Stagioni 2003-2007
Residente a Villard-de-Lans, ha iniziato a praticare biathlon a livello agonistico nel 1998 e nel 2001 è entrato a far parte della nazionale francese. Già a livello giovanile si rivelò promettente. Ai Mondiali juniores del 2003 a Kościelisko vinse il titolo nell'individuale, l'anno successivo in Alta Moriana nello sprint e nell'inseguimento e nel 2005 a Kontiolahti nell'inseguimento. A ciò aggiunse quattro medaglie d'argento.
L'esordio in Coppa del Mondo risale al finale della stagione 2003-2004, quando a Holmenkollen conquistò il 54º posto nello sprint e il 27° nell'inseguimento. Ai XX Giochi olimpici invernali di Torino 2006 partecipò all'individuale, dove chiuse 31°. La prima esperienza ai Mondiali risale ad Anterselva 2007. Dopo il 37º posto nello sprint e il 25° nell'inseguimento, conquistò due ottavi posti nell'individuale e nella partenza in linea.
Il primo podio in Coppa della carriera risale al 1º marzo 2007, quando a Lahti nell'individuale giunse secondo alle spalle del connazionale Raphaël Poirée.

### Stagioni 2008-2010
Nel 2007-2008 giunse per dieci volte nei primi dieci e chiuse in 17ª posizione nella classifica generale di Coppa. Ai Mondiali di biathlon estivo 2008 vinse tre ori (sprint, inseguimento e staffetta mista).
Ancora migliore la stagione successiva, che chiuse in 15ª posizione. Ai Mondiali di Pyeongchang vinse l'oro nella staffetta mista, mentre ai XXI Giochi olimpici invernali di Vancouver 2010 si classificò 71° nella sprint, 40° nell'individuale, 14° nella partenza in linea e 6° nella staffetta. A fine stagione fu 7° nella classifica generale di Coppa del Mondo, dopo aver conquistato (il 6 dicembre 2009 nella staffetta di Östersund) la prima vittoria in carriera.

### Stagioni 2011-2015
Ai Mondiali di Chanty-Mansijsk 2011 ottenne come miglior piazzamento il 6º posto nell'inseguimento, mentre a quelli dell'anno successivo a Ruhpolding vinse due argenti, nell'individuale e nella staffetta. In Coppa fu 30° nel 2011 e 5° nel 2012.
Nel 2013 partecipò ai Mondiali di Nové Město na Moravě, vincendo l'argento nella staffetta, e chiuse la stagione di Coppa del Mondo al 27º posto.
Ai XXII Giochi olimpici invernali di Soči 2014 si è classificato 36° nella sprint, 13° nell'individuale, 18° nell'inseguimento e non ha concluso la partenza in linea. L'anno successivo ai Mondiali di Kontiolahti ha vinto la medaglia di bronzo nella staffetta ed è stato 4º nella sprint, 10º nell'inseguimento, 9º nella partenza in linea e 4º nell'individuale.

## Palmarès

### Mondiali
- 5 medaglie:
  - 1 oro (staffetta mista[2] a Pyeongchang 2009)
  - 3 argenti (individuale[2], staffetta[2] a Ruhpolding 2012; staffetta[2] a Nové Město na Moravě 2013)
  - 1 bronzo (staffetta[2] a Kontiolahti 2015)

### Mondiali juniores
- 8 medaglie:
  - 4 ori (individuale a Kościelisko 2003; sprint, inseguimento ad Alta Moriana 2004; inseguimento a Kontiolahti 2005)
  - 4 argenti (sprint a Val Ridanna 2002; individuale ad Alta Moriana 2004; sprint, staffetta a Kontiolahti 2005)

### Coppa del Mondo
- Miglior piazzamento in classifica generale: 5º nel 2012
- Vincitore della Coppa del Mondo di individuale nel 2012
- 27 podi (8 individuali, 19 a squadre), oltre a quelli conquistati in sede e iridata e validi anche ai fini della Coppa del Mondo:
  - 7 vittorie (a squadre)
  - 11 secondi posti (6 individuali, 5 a squadre)
  - 9 terzi posti (2 individuali, 7 a squadre)

#### Coppa del Mondo - vittorie
| Data             | Località             | Nazione       | Specialità                                                         |
| ---------------- | -------------------- | ------------- | ------------------------------------------------------------------ |
| 6 dicembre 2009  | Östersund            | Svezia        | RL (con Vincent Jay, Vincent Defrasne e Martin Fourcade)           |
| 22 gennaio 2012  | Anterselva           | Italia        | RL (con Jean-Guillaume Béatrix, Alexis Bœuf e Martin Fourcade)     |
| 10 gennaio 2013  | Ruhpolding           | Germania      | RL (con Jean-Guillaume Béatrix, Alexis Bœuf e Martin Fourcade)     |
| 20 gennaio 2013  | Anterselva           | Italia        | RL (con Jean-Guillaume Béatrix, Alexis Bœuf e Martin Fourcade)     |
| 19 gennaio 2014  | Anterselva           | Italia        | RL (con Alexis Bœuf, Jean-Guillaume Béatrix e Martin Fourcade)     |
| 30 novembre 2014 | Östersund            | Svezia        | MX (con Anaïs Bescond, Anaïs Chevalier e Martin Fourcade)          |
| 5 marzo 2017     | Pyeongchang Alpensia | Corea del Sud | RL (con Jean-Guillaume Béatrix, Simon Desthieux e Martin Fourcade) |

Legenda:

RL = staffetta

MX = staffetta mista